# 1686년
1686년은 화요일로 시작하는 평년이다.

## 연호
- 청(淸) 강희(康熙) 25년
- 일본(日本) 조쿄(貞享) 3년
- 후 레 왕조(後黎朝) 찐호아(正和) 7년

## 기년
- 류큐(琉球) 쇼테이왕(尚貞王) 18년
- 청(淸) 성조 강희제(聖祖 康熙帝) 25년
- 조선(朝鮮) 숙종(肅宗) 12년
- 후 레 왕조(後黎朝) 희종(熙宗) 11년

## 탄생
- 4월 19일 - 러시아 작가 바실리 타시셰프
- 7월 11일 - 조선 20대 국왕 경종의 정비 단의왕후